# Odontomyia microleon
Odontomyia microleon är en tvåvingeart som först beskrevs av Carl von Linné 1758.  Odontomyia microleon ingår i släktet Odontomyia och familjen vapenflugor. Enligt den finländska rödlistan är arten nära hotad i Finland. Arten är reproducerande i Sverige. Artens livsmiljö är rikkärr. Inga underarter finns listade i Catalogue of Life.